# Chronologie de l'Acadie
Pour un article plus général, voir Histoire de l'Acadie.
 (février 2024).
Cet article présente une chronologie détaillée de l'Acadie.

## Temps modernes
- 1524 : le navigateur florentin Giovanni Verrazano explore la côte nord-est de l'Amérique.
- 1604 : Fondation du premier établissement permanent français en Amérique à l'Île Sainte-Croix par Pierre Dugua de Mons et Samuel de Champlain
- 1605 : Fondation de Port-Royal par Pierre Dugua de Mons et Samuel de Champlain
- 1606 :
  - Création de l'Ordre du Bon-Temps par Samuel de Champlain
  - Création de la première pièce de théâtre en langue française du Nouveau Monde, Le Théâtre de Neptune, par Marc Lescarbot
- 1607 : Abandon de l'Acadie
- 1610 :
  - Retour des Français en Acadie
  - 24 juin : premier baptême en Amérique du Nord à Port-Royal (Membertou)
- 1611 : 18 septembre : décès de Membertou
- 1613 : Le Capitaine britannique Samuel Argall détruit les établissements acadiens
- 1628 : Cette population déjà installée se mélangea aux Écossais amenés par sir William Alexander en 1628 dans le but de coloniser le sud de l’Acadie (actuelle Nouvelle-Écosse)
- 1631 : 8 février : Charles de Saint-Étienne de La Tour est nommé lieutenant-général et gouverneur de l'Acadie par Louis XIII
- 1632 : conclusion du traité de Saint-Germain-en-Laye, qui rend à la France le territoire que réclamait l'Angleterre, en Acadie.
- 1638 : 10 février : Charles de Menou d'Aulnay est nommé lieutenant-général de l’Acadie par Louis XIII
- 1654 : 30 janvier : nomination de Nicolas Denys aux postes de lieutenant-général et gouverneur de l’Acadie et de toute la région du golfe Saint-Laurent.
- 1675 : Fondation d'Habitant par Pierre Terriot.
- 1682 : Fondation de Grand-Pré par Pierre Melanson et Marguerite Mius d'Entremont.
- 1701 : Construction du fort Anne.
- 1704 : Mai : Benjamin Church lance un raid sur l'Acadie, détruit plusieurs villages et fait plusieurs prisonniers.
- 1710 : 10 octobre : Prise de Port-Royal par les Anglais, renommé en Annapolis Royal.
- 1713 : 11 avril : l'Acadie est cédée par la France à la Grande-Bretagne par le traité d'Utrecht
- 1724 : Fondation de Caraquet.
- 1745 : 15 juin : bataille navale de Tatamagouche
- 1747 : 11 février : Bataille de Grand-Pré
- 1749 :
  - Fondation d'Halifax
  - Fortification du Vieux-Logis par l'armée britannique pour mieux contrôler Grand-Pré.
  - Siège du Vieux-Logis par des Français et Amérindiens.
- 1751 : Construction du fort Gaspareaux
- 1752 : Un recensement de la population est effectué afin de compter le nombre d'habitants en Acadie en 1752[1].
- 1754 : le gouvernement britannique, n'acceptant plus la neutralité précédemment tolérée des Acadiens, demanda qu'ils prêtent un serment d'allégeance absolu à la couronne britannique, ce qui revenait à exiger des Acadiens qu'ils acceptent de prendre les armes contre les habitants du Québec français. Les Acadiens refusèrent cette perspective de combattre les membres de leurs familles en territoire français
- 1755 :
  - 16 juin : prise du fort Beauséjour par l'armée britannique.
  - 16 juin : attaque de Joseph Broussard sur le fort Beauséjour.
  - 17 juin : capitulation du fort Gaspareaux
  - Août : Raid de Willard et Lewis.
  - 10 août : Raid de Sylvanus Cobb sur Chipoudy.
  - 3 septembre : Bataille de Petitcoudiac.
  - 5 septembre : Emprisonnement des hommes de Grand-Pré par John Winslow, et lecture de l'ordre de déportation.
- 1756 :
  - Avril : Raid de Jebediah Preble sur Pobomcoup
  - Septembre : destruction du fort Gaspareaux
- 1757 : Fondation de Néguac.
- 1758 :
  - 8 juin : début du siège de Louisbourg (1758)
  - 1er juillet : Bataille du Cran
  - 26 juillet : chute de Louisbourg devant les troupes britanniques
  - 17 août : capitulation de Port-la-Joye, début de la déportation de l'île Saint-Jean
  - 31 août : départ du premier groupe de déportés de l'île Saint-Jean
  - Septembre : déportation du fleuve Miramichi
  - 3 octobre : début de la deuxième vague de déportation à l'île Saint-Jean
  - 20 au 30 octobre : le capitaine Maximillian Jacobs, du Kennington, ne parvient pas à capturer une goélette française défendant la population
  - 27 octobre : arrivée du York à Spithead, en Angleterre, avec 43 prisonniers
  - 31 octobre : la Mary largue l'ancre dans le Solent, en Angleterre ; 255 de ses 560 prisonniers meurent de maladie
  - 1er novembre : première arrivée d'Acadiens en France, à Saint-Servan
  - 4 novembre : départ du deuxième groupe de déportés de l'île Saint-Jean
  - 6-7 novembre : le Tamerlane et le Parnassus s'échouent dans le détroit de Canso ; le Tamerlane est remis à flot mais les passagers sont évacués du Parnassus
  - 13 novembre : le Richard and Mary s'échoue près de l'isle Madame ; les passagers rejoignent tous la terre ferme
  - 22 novembre : plusieurs militaires du Richard and Mary sont hospitalisés d'urgence à leur arrivée à Louisbourg
  - Fin novembre : deux bateaux, peut-être le Bird et le Desire, amènent les survivants de la Mary à Cherbourg
  - 12 décembre : le Violet fait naufrage dans l'océan Atlantique, ne laissant aucun survivant parmi ses 360 prisonniers
  - 13 décembre : le Duke William fait naufrage, ne laissant que quelques membres d'équipage et quatre passagers en vie ; c'est la journée la plus meurtrière de tout le Grand Dérangement
  - 16 décembre : le Ruby s'échoue aux Açores, tuant 113 prisonniers et 3 membres d'équipage
  - 20 décembre : le Supply fait une escale imprévue à Bideford, en Angleterre, à cause du manque de vivres
  - 23 décembre : le Neptune fait une escale imprévue à Portsmouth pour cause de maladie et de manque de vivres
  - 26 décembre : un bateau, peut-être le Scarborough ou une autre Mary, fait escale à Boulogne-sur-Mer à cause d'une tempête ; plusieurs des 179 sont morts en mer
  - Un bateau de transport de prisonniers, peut-être le Scarborough ou la Mary, fait naufrage sur les côtes de l'Espagne
  - Le Three Sister traverse l'Atlantique sans encombre
- 1759 :
  - 16 janvier : le Tamerlane atteint directement Saint-Malo ; 6 des 60 passagers sont morts de maladie
  - 23 janvier : le John and Samuel, le Matthias, le Patience, le Restoration et le Yarmouth débarquent leurs prisonniers à Saint-Malo
  - Avant le 24 janvier : arrivée du Neptune en France après une escale imprévue en Angleterre
  - 4 février : la Santa Catharina débarque 87 des rescapés du naufrage du Ruby à Portsmouth
  - 9 mars : le Supply arrive à Saint-Malo, après une escale imprévue en Angleterre ; 25 prisonniers sont morts de maladie, durant un voyage dont les historiens ne s'expliquent pas la longueur

Printemps : troisième vague de déportation de l'île Saint-Jean, qui retourne bredouilles le 30 juin à la forteresse de Louisbourg
- 1760 : 3 - 8 juillet : Bataille de la Ristigouche
- 1761 : Septembre : Raid de Roderick MacKenzie.
- 1762 : Fondation de Saint-Simon.
- 1763 : 10 février : Louis XV renonce à la Nouvelle-France par la signature du Traité de Paris
- 1764 :
  - 28 janvier : recommandation de Montague Wilmot, Lieutenant-gouverneur de la Nouvelle-Écosse, que tous les réfugiés acadiens restants soient envoyés aux Antilles
  - Première arrivée des Acadiens en Louisiane
- 1785 : Établissement des premiers Acadiens à Bouctouche
- 1786 : Arrivée des Acadiens dans le Madawaska
- 1789 : Les Acadiens obtiennent le droit de vote en Nouvelle-Écosse

## XIXesiècle
- 1808 : Fondation de Grande-Anse.
- 1809 : Fondation de Scoudouc.
- 1810 : Les catholiques obtiennent le droit de vote au Nouveau-Brunswick
- 1826 : Création du comté de Gloucester
- 1828 : 5 août : naissance de Joseph-Octave Arsenault, politicien[pertinence contestée]
- 1832 : Ouverture du premier collège français à Grande-Digue
- 1836 : Élections de Simon d'Entremont et Frédéric Robichaud, premiers députés acadiens élus en Nouvelle-Écosse.
- 1842 : Traité de Webster-Ashburton établissant la frontière entre le Madawaska et les États-Unis.
- 1846 : Élection de Amand Landry, premier député acadien au Nouveau-Brunswick
- 1847 :
  - Publication du roman Evangéline par Henry Wadsworth Longfellow.
  - Loi sur les écoles paroissiales au Nouveau-Brunswick (Parish Schools Act)
- 1854 :
  - Fondation du séminaire Saint-Thomas à Memramcook, premier établissement d'enseignement supérieur francophone en Acadie
  - Élection de Stanislas-François Poirier, premier député acadien élu à l'Île-du-Prince-Édouard
- 1857 : 23 juillet : l'ouragan « The Gale » frappe la péninsule acadienne, faisant plusieurs morts
- 1859 : Publication de la première histoire de l'Acadie en langue française, écrite par François-Edme Rameau de Saint-Père
- 1862 : Création d'une banque de grains par des fermiers acadiens de Baie-Egmont
- 1863 : 4 octobre : naissance de Peter Veniot, politicien et journaliste[pertinence contestée]
- 1864 :
  - Ouverture du collège Saint-Joseph à Memramcook
  - Fondation de la banque des fermiers de Rustico
- 1867 :
  - 5 mars : fondation du journal Le Moniteur acadien à Shédiac
  - 1er juillet : naissance de la Confédération canadienne, auquel l'électorat acadien est fermement opposé
  - 20 septembre : élection de Auguste Renaud à la Chambre des communes du Canada
- 1871 : La Loi des écoles communes (Common School Act) permet au gouvernement du Nouveau-Brunswick d'abolir son soutien financier aux écoles catholiques et acadiennes et vise à forcer les enfants acadiens à aller à l'école anglaise
- 1872 : George Edwin King, le procureur général du Nouveau-Brunswick à l'origine du « Common School Act » est élu avec le slogan « Vote for the Queen against the Pope »
- 1873 : Création du comté de Madawaska
- 1875 : 14 - 27 janvier : Affaire Louis Mailloux
- 1877 : L'enseignement du français est aboli à l'Île-du-Prince-Édouard par la mise en œuvre du « Public School Act »
- 1879 :
  - 6 août : une tornade fait 5 morts à Bouctouche
  - Fondation du journal « L'Etoile du Nord » à Saint-Jean
- 1880 : Fondation du journal « L'Avenir » à Digby
- 1881 : 20 - 21 juillet : première convention nationale acadienne à Memramcook qui décide, entre autres, que le 15 août sera la fête nationale des Acadiens
- 1884 :
  - août : deuxième convention nationale acadienne à Miscouche
  - 15 août : l'Ave Maris Stella devient l'hymne national acadien
  - Fondation du journal L'Écho à Meteghan
- 1885 :
  - 9 mars : Pascal Poirier devient le premier sénateur acadien
  - 27 août : fondation du journal Le Courrier des provinces maritimes, à Bathurst
- 1887 : 23 novembre : fondation du journal L'Évangéline à Digby
- 1890 :
  - Fondation du journal L'Acadie libérale à Meteghan.
  - Troisième convention nationale acadienne à Pointe-de-l'Église.
  - 15 avril : Pierre-Amand Landry devient le premier juge acadien.
- 1893 :
  - 22 juin : fondation du journal L'Impartial à Tignish.
  - 21 septembre : Pierre-Amand Landry devient le premier Acadien à être nommé juge à la Cour suprême du Nouveau-Brunswick.
- 1895 : Joseph-Octave Arsenault est nommé au Sénat du Canada
- 1897 : 16 juin : inauguration du Monument Lefebvre à Saint-Joseph
- 1899 : Fondation du collège de Caraquet

## XXesiècle
- 1900 : Fondation du journal L'Acadie à Weymouth
- 1902 :
  - Pascal Poirier est nommé Chevalier de la Légion d'honneur de la République française
  - Les Acadiens de Nouvelle-Écosse obtiennent le droit d'enseigner en français durant les quatre premières années du primaire
- 1903 :
  - 7 septembre : fondation d'Assomption-Vie à Waltham, Massachusetts
  - Fermeture du journal Le Courrier des provinces maritimes
- 1905 : Le journal L'Évangéline déménage à Moncton
- 1912 : Nomination de Mgr Édouard Alfred LeBlanc, premier évêque acadien dans les provinces de l'Atlantique
- 1913 :
  - La société l'Assomption quitte les États-Unis et s'établit à Moncton
  - 27 novembre : fondation des journaux L'Acadien à Moncton et Le Madawaska à Edmundston
- 1915 : Fermeture du journal L'Impartial
- 1917 :
  - Aubin-Edmond Arsenault est élu premier ministre de l'Île-du-Prince-Édouard
  - Le Fort Anne devient le premier lieu historique exploité au Canada
- 1923 : Peter Veniot devient le premier Acadien à être premier ministre du Nouveau-Brunswick.
- 1926 : Fondation du lieu historique national de Fort Beauséjour
- 1927 : 1er décembre : fondation du journal Le Fermier acadien à Moncton
- 1929 : 17 mars : fondation du journal La Nation à Moncton
- 1932 : 12 septembre : Fondation de la paroisse d'Allardville par l'abbé J.-A. Allard.
- 1933 : La 1re commanderie acadienne de l'Ordre de Jacques-Cartier est fondée à Campbellton
- 1936 :
  - 6 juillet : décès de Peter Veniot, politicien et journaliste
  - 18 octobre : fondation à Campbellton de l'Association acadienne d'éducation
  - Décembre : Fondation de la première caisse populaire acadienne à Petit-Rocher
- 1937 :
  - 10 février : fondation du journal Le Courrier de la Nouvelle-Écosse
  - 15 août : fondation du journal L'Ordre social à Moncton
- 1946 :
  - Fondation de l'Association des Instituteurs Acadiens
  - 3 décembre : Création du Mouvement des Caisses populaires acadiennes
- 1949 : Ouverture du Collège Notre-Dame d'Acadie à Moncton
- 1952 : 1er janvier : Leger's Corner devient le village de Dieppe
- 1954 : Février : Lancement de la revue mensuelle Maître Guillaume
- 1955 :
  - XIe Convention nationale acadienne, aussi appelée "Les fêtes de 1955".
  - 7 mai : Lancement du premier festival acadien de Clare.
  - 31 décembre : Naissance de Pierrette Ringuette, première femme Acadienne députée à l'Assemblée législative du Nouveau-Brunswick.[pertinence contestée]
- 1957 :
  - 22 juin : la Société Nationale l’Assomption devint la Société nationale des Acadiens
  - XIIe Convention nationale acadienne à Memramcook
- 1959 :
  - Ouverture de l'école des pêches du Nouveau-Brunswick à Caraquet
  - Nuit du 19 et 20 juin : Désastre d'Escuminac
  - 21 décembre : La CBAFT-DT, le canal 11 de Moncton au Nouveau-Brunswick, entre en ondes à la télévision de Radio-Canada. Il est le premier (et seul) canal télévisé régional francophone dans les provinces atlantiques.
- 1960 :
  - Louis Robichaud devient le premier ministre du Nouveau-Brunswick
  - XIIIe Convention nationale acadienne à Pointe-de-l'Église
- 1961 : Le Parc de Grand-Pré est proclamé lieu historique national
- 1963 :
  - Mise en œuvre du programme "Chances égales pour tous"
  - Création du Festival acadien de Caraquet.
  - 26 mars : Naissance de Roch Voisine, chanteur.[pertinence contestée]
  - 19 juin : Fondation de l'Université de Moncton.
- 1964 : 25 août : ouverture du musée acadien de l'Île-du-Prince-Édouard
- 1965 :
  - XIVe Convention nationale acadienne à Caraquet
  - Adoption officielle du drapeau de la République du Madawaska, dessiné par Robert Pichette
- 1968 :
  - Janvier : le Général de Gaulle reçoit une délégation acadienne à Paris
  - 14 février : manifestation d'étudiants de l'université de Moncton devant la mairie de Moncton
  - 15 mars : le Village de Grande-Anse est officiellement incorporé
  - Octobre : fondation de la Fédération acadienne de la Nouvelle-Écosse
  - Absorption de l'Association acadienne d'éducation par la Société nationale de l'Acadie
- 1969 :
  - Adoption de la Loi sur les langues officielles
  - Création du Parc national de Kouchibouguac
  - Création des Dames d'Acadie à Campbellton
- 1971 :
  - Publication de la Sagouine d'Antonine Maillet
  - Michel Conte compose la chanson Évangéline
- 1972 :
  - Fondation du Parti acadien
  - XVe Convention nationale acadienne à Fredericton
  - 2 juillet : fondation des Éditions d'Acadie à Moncton.
- 1973 : Fondation de la SANB (Société des Acadiens du Nouveau-Brunswick)
- 1974 : Mise en œuvre de la dualité en éducation au Nouveau-Brunswick
- 1975 :
  - Fondation de la Fédération des francophones hors Québec
  - Fondation du groupe 1755
  - 27 juin : fondation de l'hebdomadaire La Voix acadienne
- 1976 : Publication du premier livre en français cadien, Lâche pas la patate, de Revon Reed.
- 1978 : 18 mai : Naissance de Wilfred Le Bouthillier, chanteur.[pertinence contestée]
- 1979 :
  - Antonine Maillet obtient le prix Goncourt pour Pélagie-la-charrette
  - Fondation des Jeux de l'Acadie par Jean-Luc Bélanger
  - Convention d'orientation nationale des Acadiens à Edmundston
  - Première édition de la foire brayonne
  - Création du Prix France-Acadie
- 1980 : Fondation des éditions Perce-Neige par l’Association des écrivains acadiens
- 1981 : 17 juillet : adoption de la Loi reconnaissant l'égalité des deux communautés linguistiques officielles au Nouveau-Brunswick
- 1982 : 27 septembre : fermeture du quotidien L'Évangéline de Moncton
- 1984 :
  - Fondation de la Société culturelle acadienne de Fitchburg, Massachusetts
  - 7 juin : fondation du quotidien L'Acadie nouvelle
  - 13 septembre : visite du pape Jean-Paul II à Moncton
  - 5 octobre : fondation du journal Le Gaboteur à  Saint-Jean de Terre-Neuve
- 1986 :
  - La SANB devient la SAANB (Société des Acadiens et des Acadiennes du Nouveau-Brunswick)
  - 11 août : fondation du quotidien Le Matin à Moncton
  - Disparition du Parti acadien
- 1987 :
  - 13 octobre : Dans Madawaska-Sud, Pierrette Ringuette devient la première femme acadienne à être élue députée à l'Assemblée législative du Nouveau-Brunswick lors de l'élection générale néo-brunswickoise.
  - 17 août : Gilbert Finn devient le 26e Lieutenant-gouverneur du Nouveau-Brunswick.
- 1988 :
  - 15 juin : décès de la cantatrice acadienne Anna Malenfant
  - 29 juin : fermeture du quotidien Le Matin de Moncton
- 1989 :
  - 8 octobre : Un accident de charrette de foin près de Cormier-Village au Nouveau-Brunswick fait 13 victimes et 45 blessés.
  - 15 octobre : Le chanteur Acadien Roch Voisine remporte 4 Félix au Gala de l'ADISQ dont ceux d'interprète masculin et de révélation de 1989.
- 1990 :
  - Fondation du musée acadien de Bonaventure, en Gaspésie.
  - Naissance de Lisa LeBlanc, chanteuse.[pertinence contestée]
  - Avril : Un programme d'échange est signé entre la Société nationale de l'Acadie et le Conseil général de Saint-Pierre-et-Miquelon.
- 1991 :
  - Herménégilde Chiasson et Viola Léger sont faits Chevalier des Arts et des Lettres.
  - Création du Conservatoire de musique de l'Acadie à Caraquet.
  - Naissance de Jean-Marc Couture, chanteur.[pertinence contestée]
  - Juin : 
    - La Fédération des francophones hors Québec devient la Fédération des communautés francophones et acadienne du Canada (FCFA).
    - Le School Boards Act permet la création de conseils scolaires francophones en Nouvelle-Écosse.
- 1992 :
  - nuit du 2 au 3 février : tempête de neige record dans le sud-est du Nouveau-Brunswick (130 cm de neige)
  - 23 mai : la Société Nationale des Acadiens devient la Société nationale de l'Acadie
  - Ouverture du Pays de la Sagouine
- 1993 :
  - Enchâssement de la Loi 88 dans la Constitution du Canada.
  - 21 janvier : Naissance de Jason Godin (en), plus jeune maire Acadien et Canadien.[pertinence contestée]
  - 13 décembre : Fondation des Éditions La Grande Marée.
- 1994 :
  - 11 juillet : fondation du Regroupement Acadien Saguenay-Lac St-Jean
  - 12 - 22 août : 1er Congrès mondial acadien dans le sud-est du Nouveau-Brunswick
  - 16 août : Lancement à Moncton et Caraquet du premier long métrage acadien indépendant primé de 15 prix Le secret de Jérôme, de Phil Comeau.
- 1995 :
  - 8 février : Roméo LeBlanc devient le premier Acadien à être Gouverneur général du Canada
  - 7 mai : fondation de l'Association Acadienne de la Région de Québec
- 1996 :
  - Eté : création de la maison d'édition Bouton d'or Acadie
  - Une loi permet la création du Conseil scolaire acadien provincial en Nouvelle-Écosse
- 1997 :
  - 31 mai : inauguration du Pont de la Confédération
  - 30 septembre : nomination de Michel Bastarache à la Cour suprême du Canada
  - 14 octobre : Joseph Raymond Frenette devient premier ministre du Nouveau-Brunswick
- 1998 :
  - Création du Prix littéraire Antonine-Maillet-Acadie Vie
  - Création du Prix Éloizes
- 1999 :
  - Création de la Fondation Viola Léger (promotion et développement du théâtre en Acadie)
  - Du 1er au 15 août : 2e Congrès mondial acadien en Louisiane.
  - Du 3 au 5 septembre : VIIIème Sommet de la Francophonie à Moncton.
  - 8 octobre : Roméo Leblanc quitte ses fonctions du Gouverneur général du Canada en raison des problèmes de santé.

## XXIesiècle
- 2000 : Fermeture des Éditions d'Acadie
- 2001 : Création de La Revue acadienne.
- 2003 :
  - Sur demande des Acadiens, une proclamation fut émise au nom de la reine Élisabeth II, reconnaissant officiellement la déportation des Acadiens et établissant le 28 juillet comme un jour de commémoration.
  - Les Jeux d'hiver du Canada se déroulent à Bathurst-Campbellton.
  - 20 avril : Le chanteur Acadien Wilfred Le Bouthillier d'origine de Tracadie-Sheila remporte le grand prix de Star Académie.
  - 26 août : Herménégilde Chiasson devient le 29e Lieutenant-gouverneur du Nouveau-Brunswick
- 2004 :
  - Le troisième Congrès mondial acadien a lieu dans le sud-ouest de la Nouvelle-Écosse.
  - L'Acadie est l'invitée d'honneur du festival interceltique de Lorient.
  - 14 octobre : Adoption de la Loi sur les services en français en Nouvelle-Écosse.
- 2005 : 6 janvier : Décès de Louis J. Robichaud.
- 2007 : 6 janvier : Décès de Yvon Durelle.
- 2009 :
  - 24 juin : Décès de l'ancien Gouverneur général du Canada Roméo Leblanc.
  - Août : Le quatrième Congrès mondial acadien a lieu dans la péninsule acadienne.
- 2012 :
  - 25 mars : Le chanteur Acadien Jean-Marc Couture d'origine de Val-d'Amours remporte le grand prix de Star Académie de 2012.
  - 14 mai : Lors de l'élection municipale au Nouveau-Brunswick, dans Maisonnette, Jason Godin (en) devient le plus jeune maire Acadien et Canadien à l'âge de 19 ans.
  - 20 mai : Visite du duc Charles Windsor et de la duchesse Camilla Parker Bowles à Fredericton.
  - 6 septembre : Décès d'Edmond Landry, premier maire de Grande-Anse et fondateur du Musée des Papes.
  - 28 octobre : La chanteuse Acadienne Lisa LeBlanc est récompense comme Révélation de l'année lors du 34e Gala de l'ADISQ.

## Voir également
- Histoire du Québec
- Histoire du Canada
- Histoire de la Nouvelle-France
- Histoire de France
- Histoire du Royaume-Uni
- Histoire de l'Empire britannique